# Ctenophila caldwelli
Ctenophila caldwelli е вид коремоного от семейство Euconulidae. Видът е застрашен от изчезване.

## Разпространение
Разпространен е в Мавриций.